# 馬渕清資
馬渕 清資（まぶち きよし、1950年〈昭和25年〉11月19日 - ）は、日本の工学者。北里大学名誉教授。学位は工学博士（東京工業大学）。専門分野はバイオメカニクス、バイオトライボロジ。
愛知県名古屋市出身。
床に置かれたバナナの皮を人間が踏んだときの摩擦係数を計測した研究に対して2014年にイグノーベル物理学賞を受賞した。

## 経歴
- 1969年 - 愛知県立旭丘高等学校卒業
- 1973年 - 東京工業大学工学部卒業
- 1978年 - 東京工業大学大学院博士課程修了
- 1978年 - 北里大学医学部助手
- 1980年 - 北里大学医学部講師
- 1991年 - 北里大学医学部助教授
- 1994年 - 北里大学医療衛生学部教授
- 2016年 - 北里大学名誉教授

## 受賞歴
- 2014年 - イグノーベル賞（物理学賞）[1][2]

## 著書
- バイオトライボロジ （産業図書1988年 ISBN 978-4782840696）
- 医用機械工学 （コロナ社2007年 ISBN 978-4339071115）

## メディア履歴
テレビ
- 2025年6月19日　16:37～16:59　読売テレビ　『かんさい情報ネットten.「お役にたちます」バナナの皮で滑りたい！７歳の２年越しの夢！』　質問回答の解説
- 2025年3月28日　8:15～8:30　NHK WORLD　『Laugh Then Think』　主演
- 2023年9月20日　15:50～16:00　石川テレビ　『Live News It　教えて石川さん！　バナナって本当に滑るの？』　質問回答の解説
- 2022年2月26日　20:15～20:48　NHK総合　『有吉のお金発見 突撃！カネオくん』　質問回答の解説
- 2020年11月20日 22:00～22:59　NHKBSプレミアム『本気でイグ・ノーベル賞狙います！』　コメンテーター
- 2020年9月25日 19:57～20:42 NHK総合　『チコちゃんに叱られる!』　2問目解説者
- 2019年9月16日 9:50～10:00 TBSテレビ　『ビビット』 イグノーベル賞　紹介コーナー
- 2019年6月29日　22:30～23:30　NHKBSプレミアム　『本気でイグ・ノーベル賞狙います！』　コメンテーター
- 2019年4月28日　1:20～1:50　テレビ朝日『ポルポ』　バナナの皮はなぜ滑る　解説
- 2018年9月29日　23:45～24:45　NHKBSプレミアム　『イグノーベル賞まじで狙ってみた‥』　コメンテーター
- 2018年9月27日　9:30～9:45　日本テレビ　『スッキリ』　イグノーベル賞世界展　紹介コーナー
- 2018年9月22日　6:08～6:13　NHKテレビ　『ニュースおはよう日本』 イグノーベル賞　紹介コーナー
- 2018年9月14日　23:38～23:41　TBSテレビ　『NEWS23』　イグノーベル賞　紹介コーナー
- 2018年7月19日　17:25～17:31　TOKYO MX テレビ『５時に夢中！』　家の中で滑りやすい物は　実験指導
- 2017年4月17日　23:56～24:26　CBCテレビ『ニュートンの木の下で』　ゲスト出演
- 2017年3月16日　23:17～24:17　大阪朝日放送『ビーバップハイヒール』　バナナの皮の研究紹介
- 2016年11月27日　16:30～18:00 テレビ朝日『報道ステーションSUNDAY』　雪道で滑るのを防ぐには
- 2016年7月26日　19:44～19:48　テレビ東京『ありえへん∞世界SP』　どうしてバナナの皮を踏むと滑るの？
- 2016年3月5日　18:21～18:22 NHK『マサカメTV!』
- 2015年12月17日　7:07～7:10　Eテレ『シャキーン』　面白い研究
- 2015年6月25日　21:45～21:50　TVK　『特集』　イグノーベル賞受賞北里大教授
- 2015年3月14日　11:18～11:30　日本テレビ 『先輩RockYou』　再現ドラマ 心ゆさぶるトゥルーストーリー
- 2014年12月5日　11:35～11:50　NHK総合 『ひるまえホット』
- 2014年11月10日　4:20～4:30　NHK総合（再放送　13:50～14:00　NHK Eテレ）『視点・論点　-科学技術と文化-』 http://www.nhk.or.jp/kaisetsu-blog/2014/11/10/
- 2014年10月9日 11:53～11:56 日本テレビ『NEWS ZERO　ゼロヒューマン』
- 2014年9月26日8:00～9:55　テレビ朝日『モーニングバード！』
- 2014年9月22日8:00～9:55　日本テレビ『スッキリ!!』
- 2014年9月22日5:50～8:00　日本テレビ『ZIP！』
- 2014年9月22日8:00～9:55　TBS『いっぷく!』
- 2014年9月19日23:30～0:00　NHK総合『NEWS WEB』
- 2014年9月19日23:58～0:58　日本テレビ『NEWS ZERO』
- 2013年3月6日20:00～20:10　NHK総合『ためしてがってん』バナナのスゴ技7連発（一部）

ラジオ
- 2024年1月1日　4:20～5:00　ニッポン放送　特別番組『科学のラジオ2024』　ゲスト
- 2018年3月　毎週日曜日(全4回)　9:15～9:30　　ラジオ日本　『高津カンナのあんな話・こんな話』　ゲスト
- 2018年1月9日　4:05～4:45　NHKラジオ第一放送　『ラジオ深夜便』　明日への言葉　語り手
- 2017年8月26日　21:00～21:20 TBSラジオ　『明日へのエール』　大人の自由研究　インタビューコーナーゲスト
- 2016年12月9日 19:00～19:40 ニッポン放送 『今夜もオトパラ』 君の名は　インタビューコーナーゲスト
- 2014年12月4日 17:30～17:45 NHKラジオ第一放送　『夕方ホットトーク』　進化と感染症
- 2014年11月13日 10:00～11:00　NHKラジオ第一放送　『すっぴん』　ゲスト
- 2014年11月6日　FM秋田（10:55～11:00），FM山陰（7:35～7:40），FM岡山（23:55～24:00），FM香川（23:55～24:00），FM三重（16:30～16:35）『The Voice』
- 2014年11月5日　FM秋田（10:55～11:00），FM群馬（12:55～13:00），FM山陰（7:35～7:40），FM岡山（23:55～24:00），FM香川（23:55～24:00），FM三重（16:30～16:35）『The Voice』
- 2014年10月29日　BreakthruRadio, New York, Unexpected Peeling
- 2014年10月4日 10:37～10:48 CBCラジオ『We love i-MiEV　環境探検隊が行く！スタジオインタビュー(1)』
- 2014年10月11日 10:31～10:40 CBCラジオ『We love i-MiEV　環境探検隊が行く！スタジオインタビュー(2)』
- 2014年10月31日 7:10～22　電話インタビュー　FM横浜
- 2014年10月24日 7:10～22　インタビュー　FM東京

新聞
- 2024年2月20日　有明新報日刊『バナナの皮で環境考える　イグノーベル賞受賞馬渕さんの講義聞く　三池高校』
- 2019年1月18日　中日新聞朝刊　Culture あすへの手紙 ①　『今大学を目指している君へ』
- 2017年10月4日　夕刊フジ（産経新聞社発行）　『ぴいぷる　生涯研究！バナナの皮でイグ・ノーベル賞受賞の馬渕清資氏　常識覆す瞬間に面白さ』
- 2017年5月28日　朝日新聞　reライフ　輝く人　『面白いことをまじめに』
- 2017年5月26日　日本経済新聞　交遊抄　『もーれつ男』
- 2016年11月23日　日刊工業新聞　深層断面　『イグ・ノーベル賞　ヒトを引きつけ深淵に誘う』
- 2016年10月20日　共同通信配信各紙（日本海新聞，秋田さきがけなど）　『価値ある基礎研究とはー面白さの自問が肝要ー』
- 2016年2月7日　朝日中高生新聞　青春スクロール　私の母校欄　『愛知県立旭丘高校』
- 2015年9月3日　朝日新聞朝刊 声欄 『デモで考えた解釈改憲の絶対悪』
- 2015年2月10日　朝日新聞朝刊（東京版/一都六県，山梨・静岡の一部）『あの人とこんな話』http://www.asakyu.com/anohito/?id=1541
- 2015年1月26日	毎日新聞朝刊　　『学校と私欄』 https://web.archive.org/web/20150129121648/http://mainichi.jp/shimen/news/m20150126ddm013070019000c.html
- 2015年1月5日～9日 産経新聞朝刊　連載(5回）『話の肖像画』 https://www.sankei.com/article/20150105-E3GNUWYEKNLSZBR3OBRLDQHEAU/
- 2014年10月6日　　西日本新聞　『ひと』
- 2014年10月29日　朝日小学生新聞　『天声こども語』
- 2014年10月　　　朝日学生新聞　小学生新聞　囲み記事欄
- 2014年10月8日　　神奈川新聞　論説・特報欄(1)
- 2014年10月9日　　神奈川新聞　論説・特報欄(2)
- 2014年10月7日　　中日新聞『このひと』
- 2014年10月１日　　北国新聞『きょうのヒト』
- 2014年10月7日　　静岡新聞『時の人』
- 2014年10月12日　中日新聞ジュニア中日　『なるほどランド』
- 2014年10月5日　　読売新聞　　『顔』
- 2014年10月2日　　岐阜新聞　　『時のひと』
- 2014年10月１日　　東都新聞　　『時のひと』
- 2014年9月30日　　新潟新聞　　『ひと』
- 2014年9月30日　　南日本新聞　『ひと』
- 2014年9月28日　　朝日学生新聞　中学生新聞　囲み記事欄
- 2014年9月27日　　福井新聞　　『ひと』
- 2014年9月27日　　四国新聞　　『時のひと』
- 2014年9月20日　　福井新聞　　ニュース欄
- 2014年9月20日　　日刊スポーツ　ニュース欄
- 2014年9月20日　　朝日新聞　　『ひと』　イグ・ノーベル賞を授賞した北里大教授

雑誌
- 2017年10月14・21日　週刊現代　p.190　『本当はスゴいイグノーベル賞』
- 2015年6月1日　月刊　清流 p.10-11『きらめきびと』
- 2015年6月1日　Gakken 教育ジャーナル　p.46-51　『ひと模様ーおもしろいことから世界が広がります』
- 2015年4月23日　日経BP JAGZY　『ひらめき支える充実時間　バナナの皮の研究でイグノーベル賞を受賞！』http://business.nikkeibp.co.jp/article/jagzy/20150311/278562/
- 2015年4月20日　就職マイナビ Vol.21　『SPECIAL INTERVIEW 若き研究・開発者への伝言』　http://job.mynavi.jp/conts/2016/sci/sp-interview/vol21/index.html
- 2015年2月9日　HR ３・４月号　p.124　『大学の先生をズバッと紹介』
- 2015年2月10日　子供の科学3月号　p.35-39 『医療技術との意外な関係　バナナの皮はなぜ滑る？』
- 2014年12月26日　ニュートン2月号　p.148 『バナナの皮で，ほんとうに滑るのか？』
- 2014年11月10日　中央公論12月号　pp.128-131　『イグノーベル賞受賞　バナナの皮で私が世に問うたこと』
- 2014年10月10日　子供の科学11月号 p.3　『Pick Up バナナの皮はなぜすべるのかを解明してイグ・ノーベル賞受賞』